# Sansa
Sansa (en catalán: Sançà o Censà) es una pequeña localidad y comuna francesa, situada en el departamento de Pirineos Orientales en la región de Languedoc-Rosellón y comarca histórica del Conflent. 
A sus habitantes se les conoce por el gentilicio de sansanencs en francés o sançà, sançana en catalán.

## Demografía
| 13 | 14 | 5 | 6 | 7 | 7 |
| Para los censos de 1962 a 1999 la población legal corresponde a la población sin duplicidades (Fuente: INSEE [Consultar]) |    |   |   |   |   |